# Ja’ir Kraidman
Ja’ir Kraidman (ur. 1 listopada 1932) – izraelski szachista, arcymistrz od 1976 roku.

## Kariera szachowa
Przez wiele lat należał do ścisłej czołówki izraelskich szachistów. W latach 1958–1976 wystąpił we wszystkich organizowanych w tym okresie dziesięciu szachowych olimpiadach (w tym raz na I szachownicy), największy indywidualny sukces odnosząc w 1968 r. w Lugano, gdzie zdobył srebrny medal na III szachownicy. Łącznie rozegrał 132 olimpijskie partie, w których zdobył 79½ pkt. W 2004 r. wystąpił w reprezentacji Izraela na I drużynowych mistrzostwach świata seniorów (zawodników pow. 60. roku życia), zdobywając złoty medal.
Odniósł wiele sukcesów w turniejach międzynarodowych, m.in.:
- dz. II m. w Tel Awiwie (1966, za Svetozarem Gligoriciem, wspólnie z Aleksandrem Matanoviciem),
- dz. II m. w Netanji (1975, za Janem Timmanem, wspólnie z Władimirem Liberzonem),
- dz. I m. w Beer Szewie (1976, wspólnie z Władimirem Liberzonem),
- III m. w Ramat ha-Szaron (1979, za Jakobem Murejem i Amikamem Balshanem),
- dz. II m. w Londynie (1988, za Judit Polgár, wspólnie z Michaelem Henniganem),
- V m. w Grieskirchen (1998, mistrzostwa świata seniorów, za Władimirem Bagirowem, Wolfgangiem Uhlmannem, Borislavem Ivkovem i Olegiem Czernikowem)[3].

Najwyższy ranking w karierze osiągnął 1 stycznia 1977 r., z wynikiem 2475 punktów zajmował wówczas 4. miejsce wśród izraelskich szachistów.